# Winthemia flavescens
Winthemia flavescens là một loài ruồi trong họ Tachinidae.